# C. L. Franklin
Clarence LaVaughn Franklin (* 22. Januar 1915 im Sunflower County, Mississippi; † 27. Juli 1984 in Detroit, Michigan) war ein US-amerikanischer Baptistenprediger und Bürgerrechtsaktivist. 

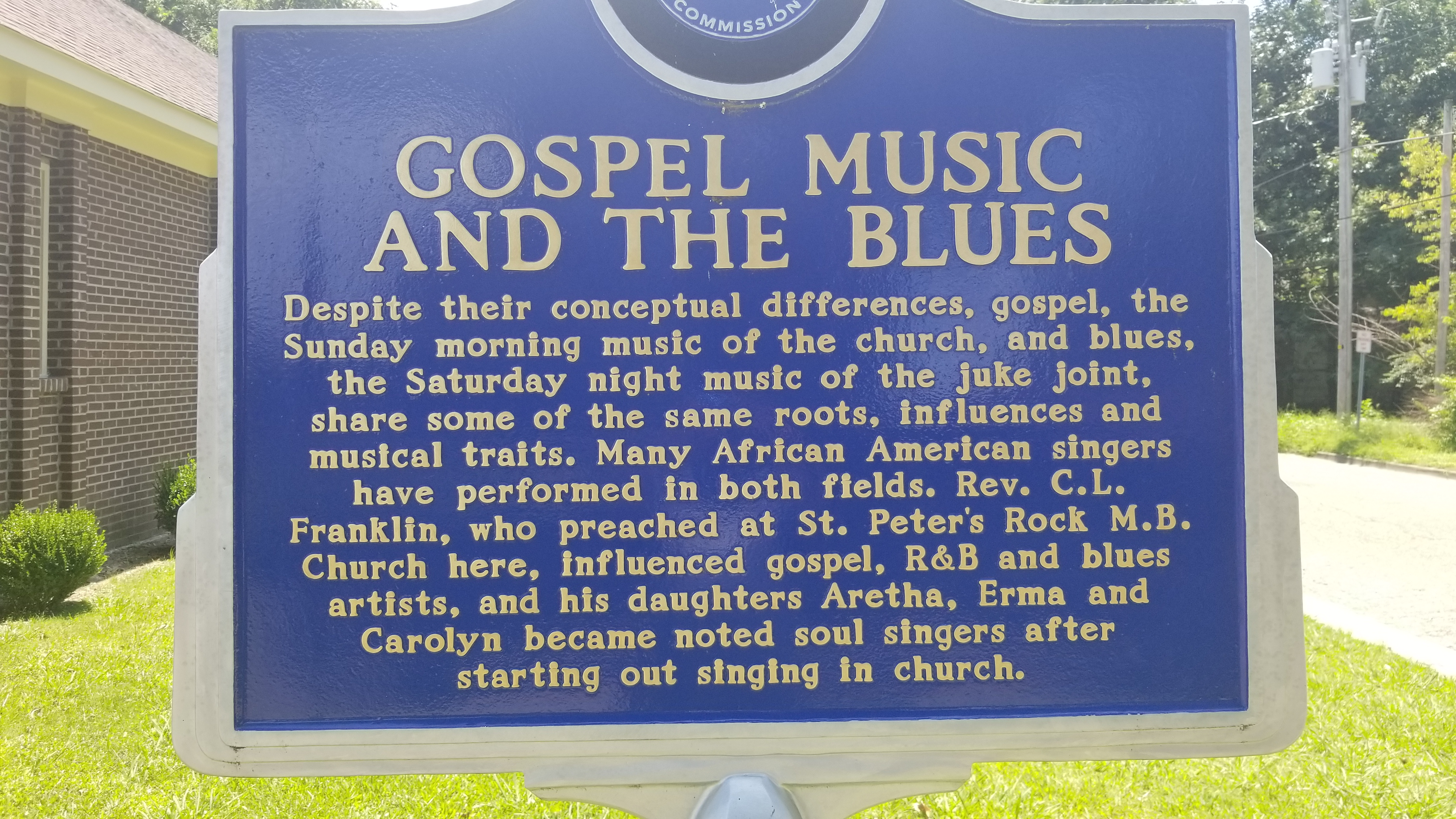
Gedenktafel für C. L. Franklin - Gospel Music and the Blues - Mississippi Blues Trail Marker, vor der St. Peter's Rock Missionary Baptist Church in Cleveland, Mississippi

Er war der Vater der „Queen of Soul“ Aretha Franklin.

## Leben
Franklin wurde als Clarence LaVaughn Walker in Sunflower County, Mississippi geboren und wuchs in Cleveland auf. Sein Vater verließ die Familie, als Clarence vier Jahre alt war. Nach dem zweiten Ehemann seiner Mutter änderte er seinen Nachnamen in Franklin. Mit 16 Jahren wurde er ohne Schulabschluss Prediger, zunächst in der New Salem Baptist Church in Memphis, Tennessee. Seine Predigten, die sowohl spirituelle als auch politische Themen beinhalteten, wurden im Radio ausgestrahlt. 1944 wechselte er an die Friendship Baptist Church in Buffalo, New York. Dort wurde seine Radioshow das erste „schwarze“ Radioprogramm in dieser Gegend. Danach gründete er die New Bethel Baptist Church in Detroit, Michigan, deren Pastor er wurde.
Ende der 1940er- und zu Beginn der 1950er-Jahre predigte er überall in den USA, ohne seine Stelle in Detroit aufzugeben. Erfolgreich als Prediger wurde er auch, da er über eine gute Gesangsstimme verfügte, was in den Baptistenkirchen, in denen die Predigt im Laufe des Gottesdienstes erst in Sprechgesang und dann Gesang übergeht, von Bedeutung ist. Franklin war einer der ersten Prediger, die ihre Predigten auf Platten (bei Checker, einem Sublabel von Chess Records) veröffentlichten. Seine Predigten waren halb gesprochen, halb gesungen und verkauften sich millionenfach, insbesondere seine bekannteste Predigt The Eagle Stirreth Her Nest. Die Tonträger werden bis heute aufgelegt. Dies brachte Franklin den Spitznamen „The Million Dollar Voice“ (dt. „Die Million-Dollar-Stimme“) ein. Er ermutigte auch seine Tochter Aretha Franklin in ihren musikalischen Anstrengungen. Aretha Franklin selbst bezeichnete ihren Vater als „größten Einfluss“ auf ihre Stimme.
Franklin nahm auch an der Bürgerrechtsbewegung teil und setzte sich beispielsweise gegen die Diskriminierung schwarzer Mitglieder der Gewerkschaft United Auto Workers ein. Er war ein enger Freund von Martin Luther King, Mahalia Jackson und Clara Ward. Clara Ward tourte oft mit Reverend Franklin. Die beiden Musikerinnen ermutigten Franklins Tochter Aretha ebenfalls in ihrer musikalischen Karriere. Im Juni 1963 leitete er einen großen Friedensmarsch in Detroit.
Kurz nach Mitternacht des 10. Juni 1979 wurde Reverend Franklin bei einem Einbruchsversuch in seiner Wohnung in Detroit zweimal angeschossen und verbrachte die nächsten fünf Jahre im Koma. Er verstarb am  27. Juli 1984. Begraben wurde er auf dem Woodlawn Cemetery in Detroit.

## Diskografie

### Alben
- 1961: Two Fishes & Five Loaves of Bread (AIR Gospel)
- 1964: The Prodigal Son (Chess Records)
- 1976: 23rd Psalm (Chess Records)
- 1976: And He Went a Little Farther (Chess Records)
- 1980: Pressing On (Atlanta International)
- 1984: Hannah the Ideal Mother (Atlanta International)
- 1986: Nothing Shall Separate Me from the Love of God (Atlanta International / AIR Gospel)
- 1990: How Long Halt Between Two Opinions (Chess Records)
- 1994: A Bigot Meets Jesus (Jewel Records)
- 1994: Let Your Hair Down (Jewel Records)
- 1994: The Greatest Love Story  (Jewel Records)
- 1994: The Lord’s Prayer  (Jewel Records)
- 1994: Going Thru the Roof  (Jewel Records)
- 1994: Satan Goes to Prayer Meeting  (Jewel Records)
- 1994: You Can’t Wash the Blood off Your Hands (Jewel Records)
- 1994: The Devil Tempted Jesus (Paula Records)
- 1994: The Suffering Servant – Messiah (Paula Records)
- 1996: Only a Look  (Jewel Records)
- 1996: The Eagle Stirreth in Her Nest (MCA Records)
- 1997: Book of Ezekiel  (Jewel Records)

### Kompilationen
- 1984: Never Grow Old (zusammen mit Aretha Franklin, Creative Sounds)
- 1994: The Golden Calf (Jewel Records)
- 1994: I Saw a New Heaven and a New Earth (Jewel Records)
- 1999: Legendary Sermons (Universal Special Products)
- 1999: My Favorite Sermons(Universal Special Products / MCA Special Products)
- 1999: Sermons and Hymns (Universal Distribution)